# Pozitivism juridic
În jurisprudență și filozofia dreptului, pozitivismul juridic este teoria conform căreia existența și conținutul legii sunt determinate de faptele sociale, cum ar fi actele legislative, hotărârile judecătorești și cutuma, și nu de norme morale. Aceasta contrastează cu teoria dreptului natural, care susține că legea este inevitabil legată de moralitate, astfel încât orice normă juridică ce contrazice principiile morale fundamentale este considerată lipsită de validitate juridică.
Thomas Hobbes a definit dreptul ca fiind comanda suveranului. Această concepție a fost dezvoltată în secolele al XVIII-lea și al XIX-lea de filozofi ai dreptului precum Jeremy Bentham și John Austin⁠(d), care au susținut că legea este valabilă nu pentru că este morală în mod intrinsec sau justă, ci pentru că emană de la suveran, este în general respectată de către oameni și este susținută prin sancțiuni. Hans Kelsen⁠(d) a dezvoltat pozitivismul juridic, separând dreptul nu doar de moralitate, așa cum au făcut primii pozitiviști, ci și de faptele empirice. El a introdus conceptul de „normă” ca o afirmație normativă de tip „trebuie”, distinctă de afirmațiile factuale de tip „este”. În viziunea lui Kelsen, validitatea unei norme juridice derivă dintr-o normă superioară, stabilind o ierarhie care se bazează în cele din urmă pe o „normă fundamentală” (germană Grundnorm): această normă fundamentală, nu suveranul, constituie sursa supremă a autorității juridice.
Pe lângă Kelsen, alți pozitiviști juridici de renume ai secolului XX includ pe H. L. A. Hart, cunoscut pentru dezvoltarea conceptului de drept ca sistem de norme, și pe Joseph Raz⁠(d), cunoscut pentru analiza autorității și a normelor juridice.

## Etimologie și semantică
În contextul pozitivismului juridic, termenul „pozitivism” este mai degrabă asociat cu sensul verbului latin ponere, care înseamnă „a pune” sau „a stabili”, decât cu sensul de „pozitiv” în opoziție cu „negativ”. Astfel, termenul „pozitivism” derivă din latinescul positus, participiul trecut al verbului ponere. Pozitivismul juridic susține că legile sunt reguli stabilite (adică „puse”) de ființe umane și că acest act de a stabili legea le conferă autoritate și caracter obligatoriu.

## Concept
În viziunea pozitivistă, sursa validității unei legi derivă din promulgarea sau recunoașterea acesteia de către o autoritate juridică competentă și acceptată social, care are capacitatea de a aplica și de a impune regulile respective. Astfel, validitatea unei legi nu depinde de caracteristicile sale morale sau de eficiența sa, ci de conformitatea cu procedurile legale stabilite de autoritatea competentă. Meritele unei legi sunt distincte de validitatea sa juridică: o lege poate fi considerată moralmente greșită sau nedorită, dar, dacă a fost adoptată de o autoritate juridică competentă, aceasta rămâne o lege validă. Această distincție subliniază separarea dintre evaluarea legală și evaluarea morală a legii, evidențiind că validitatea unei legi este determinată de sursa sa juridică, nu de conținutul său moral sau etic.
Leslie Green, filozof și teoretician al dreptului, rezumă distincția dintre merit și sursă astfel: „Faptul că o politică este justă, înțeleaptă, eficientă sau prudentă nu constituie niciodată un motiv suficient pentru a o considera drept lege, iar faptul că este nedreaptă, neînțeleaptă, ineficientă sau imprudentă nu reprezintă un motiv suficient pentru a-i contesta validitatea. Conform pozitivismului, dreptul se bazează pe ceea ce a fost postulat (ordonat, hotărât, practicat, tolerat etc.); astfel, legea este o construcție socială.”
Pozitivismul juridic nu susține că legile astfel identificate ar trebui neapărat respectate sau că este esențial să existe reguli clare și identificabile (deși unii pozitiviști pot face asemenea afirmații). Într-adevăr, legile unui sistem juridic pot fi profund nedrepte, iar guvernul poate fi ilegitim; astfel, nu există automat obligația de a respecta legea. Mai mult, faptul că o lege a fost recunoscută ca valabilă de către o instanță nu implică automat că instanța ar trebui să o aplice într-un caz particular. După cum a subliniat John Gardner, filozof al dreptului de renume, pozitivismul juridic este „normativ inert”. Este o teorie a dreptului, nu o teorie a practicii juridice, a judecății sau a obligației politice. Pozitiviștii juridici susțin, în general, că o claritate intelectuală superioară se obține prin separarea acestor probleme pentru o analiză independentă. În acest sens, pozitivismul juridic oferă o bază analitică solidă pentru înțelegerea structurii și funcției dreptului, dar poate lăsa neadresate întrebări legate de legitimitatea și justiția legilor în practică.